# Björn Jung

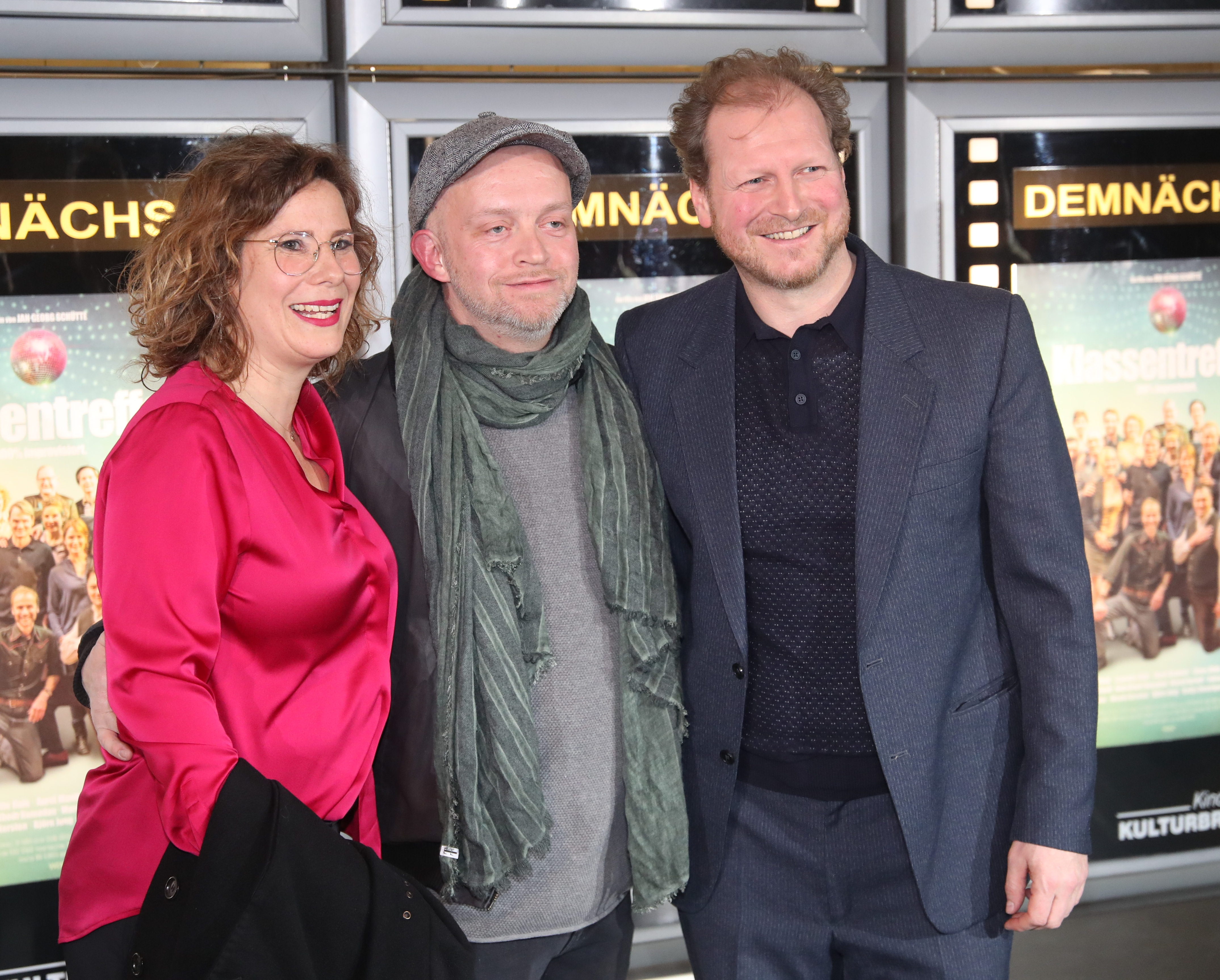
Nicole Kersten, Björn Jung (Mitte) und Guido Renner, bei Klassentreffen-Premiere 2019

Björn Jung (* 15. August 1974 in Herdecke) ist ein deutscher Schauspieler, Komiker, Hörspielsprecher und Theaterproduzent.

## Leben
Jung wuchs im Ruhrgebiet in Dortmund auf und ging dort zur Schule. Bereits als Jugendlicher spielte er am Dortmunder Kinder- und Jugendtheater. Er studierte vier Jahre lang Schauspiel an der Freiburger Schauspielschule und war anschließend fest am Theater an der Schauburg in München engagiert. Seit 2003 arbeitet er als freier Schauspieler.
Jung wurde 1993 von dem Regisseur Hanno Brühl für die Hauptrolle Robin in dem ARD Jugenddrama Kahlschlag besetzt. Seitdem spielt er regelmäßig in deutschen Fernseh- und Kinoproduktionen. Das erste Mal in einem Kinofilm wurde er 1999 in Rembrandt mit Klaus Maria Brandauer engagiert. Es folgten Auftritte in verschiedensten Serien wie z. B. in der ersten Folge Wilsberg: Und die Toten lässt man ruhen, damals noch mit Joachim Król, sowie in Die Wache, Wolffs Revier oder Alarm für Cobra 11. Im Jahre 2013 spielte er an der Seite von Annette Frier in Die Mütter-Mafia. 2019 war Jung Teil des 17-köpfigen Ensemblefilms Klassentreffen von Jan Georg Schütte. In dem komplett improvisierten Film spielte Jung u. a. zusammen mit Charly Hübner, Jeanette Hain, Kida Khodr Ramadan, Anja Kling, Anna Schudt und Burghart Klaußner.
Im Jahre 2004 gründete Jung zusammen mit Guido Fischer das Fischer & Jung Comedy-Theater. Mit dem Comedy-Duo Programmen INNEN 20, AUSSEN RANZIG und ihrer Weihnachtscomedy von Patrick Barlow DER MESSIAS, sowie ihren Ensemble Komödien LADIES NIGHT - Ganz oder gar nicht von Stephen Sinclaire & Anthony McCarten, MÄNNERHORT von Kristof Magnusson, DIE 39 STUFEN von Patrick Barlow und IST DAS SEX ODER KANN DAS WEG? sind sie zu Gast in vielen Kleinkunst- und Comedy Theatern wie z. B. Haus der Springmaus Bonn, Tollhaus Karlsruhe, Café Hahn Koblenz, CD Kaserne Celle, Gloria Köln, Savoy Theater Düsseldorf, Parktheater Göggingen Augsburg, Gasteig München, Frankfurt Neues Theater, Rosenhof Osnabrück, Franz Aachen, Theater Fletch Bizzel Dortmund, Theater im Fischereihafen Bremerhaven, Rantastic Baden-Baden, Tufa Trier.
Seit 2011 tourt Björn Jung jedes Jahr vor Weihnachten mit AKTE X MAS, die Weihnachtsrevue, nach der Sie einpacken können durch NRW zusammen mit Thomas Koch, Torsten Sträter, Claus Dieter Clausnitzer, Fritz Eckenga, Jenny Bischoff, Charlotte Brandi, Katinka Buddenkotte, Andy Strauß, Ulrich Schlitzer und Paul Wallfisch.
Björn Jung ist außerdem als Sprecher für Hörspiele und Radiofeatures tätig und arbeitet regelmäßig für den WDR. Er ist Mitglied im Bundesverband Schauspiel (BFFS).
Jung lebt in Köln.

## Filmografie (Auswahl)
- 1993: Kahlschlag (Fernsehfilm, Regie: Hanno Brühl)[4]
- 1993: Stadtklinik (Fernsehserie)
- 1993: Wilsberg – Und die Toten lässt man ruhen  (Fernsehfilm, Regie: Dorothea Neukirchen)
- 1994: Lindenstraße (Fernsehserie, Regie: Georg Moorse)
- 1995: Die Wache (Fernsehserie, Regie: Jens Hercher)
- 1998: Der Schnapper (Fernsehfilm, Regie: Vadim Glowna)
- 1996: SK Babies (Fernsehserie, Regie: Georg Schiemann)
- 1997: Rembrandt (Kinofilm, Regie: Charles Matton)
- 1998: Der Schnapper, Regie: Vadim Glowna
- 1998: Auf und davon (Kinofilm, Regie: Dirk Grau)
- 1998: Alarm für Cobra 11 (Regie: Diethard Küster)
- 1998: Die Amateure (Kurzfilm, Regie:  Andreas Fieser)
- 1998: Der geheime Zeuge (Fernsehfilm, Regie: Peter Schulze-Rohr)
- 1998: Die Rettungsflieger (Fernsehserie, Regie: Rolf Liccini)
- 1999: Monsignor Renard (engl. Fernsehvierteiler, 4 Folgen, Regie: Malcom Mowbray)
- 1999: HeliCops-Einsatz über Berlin (Fernsehserie, Regie: Norbert Skrowanek)
- 1999: Mörderischer Doppelgänger (Fernsehfilm, Regie: Jörg Grünler)
- 2001: Die Manns – Ein Jahrhundertroman, Regie: Dr. Heinrich Breloer
- 2000: Ein Mann kommt in die Bar (Kurzfilm, Regie: Sebastian Marka)
- 2002: Wolfs Revier (Fernsehserie, Regie: Michael Mackenroth)
- 2002: Alarm für Cobra 11 – Die Autobahnpolizei (Fernsehserie, Regie: Raoul W. Heimrich)
- 2003: Die Cleveren (Fernsehserie, Regie: Christiane Balthasar)
- 2006: Echte Menschen (PILOT Fernsehserie Regie: Dana Linkiewicz)
- 2011: Danni Lowinski (Fernsehserie, Regie: Richard Huber)
- 2012: Ronnie Sattler (Kurzfilm Regie: Björn Jung)
- 2013: Die Mütter-Mafia (Fernsehfilm, Regie: Tomy Wigand)
- 2013: Scheingeld (Kurzfilm Regie: Milicia Djenic, Miriam Scott)
- 2013: Lindenstraße (Fernsehserie, Regie: Kerstin Krause)
- 2013: Microsoft Kicker (Werbespot, Regie: Steffen Welsch)
- 2014: Die Patin (Fernsehfilm, Regie: Tomy Wigand)
- 2014: Microsoft (Werbespot, Regie: Steffen Welsch)
- 2014: Der ewige Kreislauf (Kurzfilm, Regie: Juan Ortiz)
- 2014: Der ganz normale Wahnsinn (Kurzfilm Tim Holper)
- 2017: Die Unsichtbaren – Wir wollen leben (Kinofilm, Regie: Claus Räfle)
- 2018: Behindert sagt man nicht (Kurzfilm, Regie: Christoph Krüger)
- 2018: Nachtlicht (Kino, Regie: Misha Kreuz)
- 2019: Mordapostel (Pilot/Serie, Regie: Dirk Michael Häger)
- 2019: Enfant Terrible  (Kino, Regie: Oskar Roehler)
- 2019: Think Big! (Fernsehserie,  Regie: Wolfgang Groos)
- 2019: Klassentreffen (Fernsehserie, Regie: Jan Georg Schütte)
- 2020: Breaking Even (Fernsehserie Regie: Boris Kunz)
- 2020: Alles was zählt (Fernsehserie, Regie: verschiedene)
- 2021: Goldjungs (Fernsehfilm, Regie: Christoph Schnee)
- 2021: Check Check (Serie, Regie: Christoph Holsten)
- 2021: Mord in der Familie – Der Zauberwürfel (Fernseh-Zweiteiler, Regie: Michael Schneider)
- 2022: Tatort: Des Teufels langer Atem (Fernsehreihe)
- 2022: Tatort: Liebe mich!
- 2022: Billy Kuckuck – Mutterliebe (Fernsehreihe, Regie: Thomas Freundner)
- 2022: Marie Brand und der entsorgte Mann (Fernsehreihe)
- 2022: Großstadtrevier: Männer (Fernsehserie)
- 2025: SOKO Köln: Männerfrühstück (Fernsehserie)

## Theater
- 1996 Die Fliegen, Regie: Andrea D. Moll
- 1997 Die kahle Sängerin, Regie: Andrea D. Moll
- 1998 Der Bürger als Edelmann, Regie: Andrea D. Moll
- 1999 Sexual Perversity in Chicago, Regie: Hardy Lutscher
- 2000 Die schwarze Spinne, Regie: Beat Fäh (Schauburg München)[5]
- 2000 Mein Vater Che Guevara, Regie: Maria Knilli (Schauburg München)
- 2000 Rose und Regen, Schwert und Wunde, Regie: Peter Ender (Schauburg München)
- 2001 Die Geschichte vom Soldaten, Regie: Peer Boysen (Schauburg München)
- 2001 Katzelmacher, Regie: Peer Boysen  (Schauburg München)
- 2002 Klasse, Klasse, Regie: Ramses Sigl (Schauburg München)
- 2003 Ganz oder gar nicht, Regie: Michael Derda (Packhaus Theater Bremen)
- 2003 Gespenster, Regie: Frank Müller (Theaterhaus Köln)
- 2004 Kosakenzipfel – Loriot Abend, Regie: Frank Müller (Theaterhaus Köln)
- 2004 Shoppen und Ficken, Regie: Björn Jung (Theaterhaus Köln)
- 2004 Der Messias, Regie: Daniel Fischer (Fischer & Jung Theater)
- 2005 Ladies Night – Ganz oder gar nicht, Regie: Marco Rudolph (Fischer & Jung Theater)
- 2006 Männerhort, Regie: Agma Formanns (Fischer & Jung Theater)
- 2008 Die 39 Stufen, Regie: Daniel Fischer (Fischer & Jung Theater)
- 2009 Ladies Night – Ganz oder gar nicht, Regie: Fischer & Jung (Fischer & Jung Theater)
- 2010 Unter Vögeln, Regie: Paul Kribbe (Fischer & Jung Theater)
- 2011 War das jetzt schon Sex?, Regie: Heinz Peter Lengkeit (Soloprogramm)
- 2013 Die Björn Identität, Regie: Peter Freiberg (Soloprogramm)
- 2014 Paarungszeiten – Mischen is possible, Regie: Daniel Kuschewski (Fischer & Jung Theater)
- 2015 Männerhort, Regie: Fischer & Jung Theater
- 2016 Innen20, aussen ranzig, Regie: Thorsten Sievert (Comedyduo)
- 2018 Ist das Sex oder kann das weg? Regie: Fischer & Jung

## Hörspiele
- 2009: Cungerlan (Science-Fiction-Hörspiel) - Frank Michael Rost
- 2013: HIS MASTERS VOICE, Ausstellung (Audioguide) - Regie: Gregor Ruhl
- 2015: Mathilda und der Großmaulfrosch (KiRaKa) - Regie: Ute Reitz (Kinderhörspiel)
- 2015: Ida und das Gürkchen (KiRaKa) - Regie: Ute Reitz (Kinderhörspiel)
- 2015: Pass auf mich auf (KiRaKa) - Regie: Ute Reitz (Kinderhörspiel)
- 2015: Beschleunigung – (WDR 5) - Regie: Thomas Leutzbach (Hörspiel)
- 2017: Bill Evans The Village Vanguard Session (WDR 3) - Regie: Karl Liberos
- 2018: Der dunkle Wald (WDR 5) - Regie: Martin Zylka (Hörspiel)[6]
- 2018: Geschichten vom Baumausstatter – (KiRaKa) - Regie: Thomas Werner (Kinder-Hörspiel)
- 2019: Geschichten vom Baumausstatter – (KiRaKa) - Regie: Thomas Werner (Kinder-Hörspiel)
- 2019: Radio-Tatort: Exit (WDR 5) - Regie: Claudia Johanna Leist (Hörspiel)